# Erika Tipo 11
Erika Tipo 11 es un programa de televisión venezolano en formato late night show, producido por Venevisión para su cadena hermana por cable Venevisión Plus, conducido por Erika de la Vega. Emitido desde 2012 hasta 2013.

## Formato
El programa consiste en cuatro etapas básicas y clásicas en un programa de esta clase: Un monólogo, Un panel (donde artistas diversos asisten a comentar sobre noticias de actualidad leídas por la conductora), Un invitado, el cual es entrevistado y "El punto final" en donde se expone un vídeo del cual la conductora hace un comentario jocoso.
En algunos casos el panel es sustituido por interacciones con los artistas invitados, siempre con un toque humorístico. Todos los viernes se realiza un resumen de los programas de la semana, incluyendo las partes más resaltantes de los monólogos, el panel, las entrevistas y el mejor punto final de la semana. El programa se destaca por su contenido fresco, divertido y simple.

## Historia

### Antecedentes
Erika ya había animado un programa nocturno llamado Ni tan tarde de Televen, posteriormente animaría el programa tipo concurso Diente por diente de RCTV, y posteriormente el concurso de canto Latin American Idol por Sony Entertainment Television Latinoamérica.

### Estreno y desarrollo
El programa fue anunciado en producción en el primer trimestre del 2012. Posteriormente fue estrenado el 19 de marzo de 2012,
El martes 14 de agosto el programa llegó a su edición número cien, éste tuvo una duración de una hora. Desde el miércoles 15 de agosto Venevisión Plus transmitió los capítulos anteriores del programa, ya que Erika de la Vega se encontraba de vacaciones. 
El lunes 10 de septiembre comenzó la nueva temporada del programa, la cual sólo presenta diferencias en el tema musical, el cual ahora es interpretado por la misma Erika junto a la banda caraqueña Famasloop.
Desde el lunes 3 de diciembre el programa empezó a durar una hora como regalo navideño de parte de la producción del programa hacia la audiencia, posteriormente cesó la transmisión de programas nuevos sin aviso alguno por parte del canal. 

### Salida del aire
El programa salió del aire el 26 de julio de 2013, debido al motivo personal de la presentadora Erika de la Vega a que se mudaría a la ciudad Miami, en Estados Unidos.
El domingo 8 de enero de 2014, el diario "El Universal" citó que la nueva temporada del programa estaría próxima a estrenarse a inicios de febrero del mismo año, solamente que el programa llegó a pasar a televidentes latinoámericanos gracias a la cadena Telemundo, y el cual el programa tiene por nombre El show de Érika: Casi late night, su estreno fue el 6 de abril de 2014.